# Journal of the Science of Food and Agriculture
Journal of the Science of Food and Agriculture är en vetenskaplig tidskrift, etablerad 1950. Den utkommer med 15 nummer per år och utges genom ett samarbete mellan Wiley och Society of Chemical Industry. Tidskriften publicerar tvärvetenskapliga forskningsresultat rörande jordbruk och mat.
Tidskriftens impact factor 2014 var 1,714 enligt Thomson ISI.